# My Dog Tulip

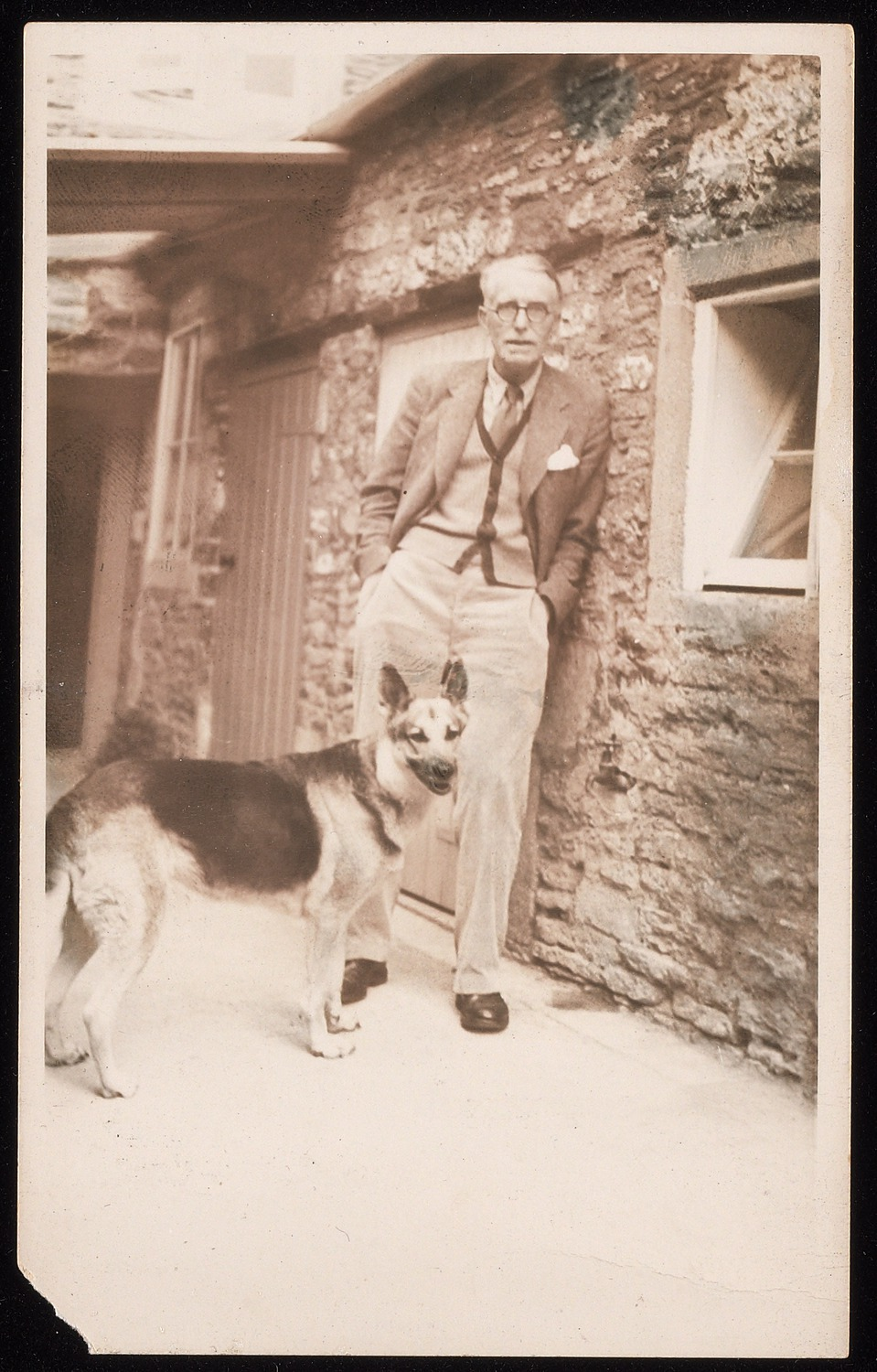
Ackerley und seine Hündin Queenie

My Dog Tulip ist ein 1956 erschienenes Werk des englischen Schriftstellers J. R. Ackerley (1896–1967). Es hat Ackerleys Deutsche Schäferhündin Queenie (im Buch „Tulip“ genannt) zum Thema und zählt heute zu den Klassikern der englischen Tierliteratur. 2009 wurde es als Zeichentrickfilm für die Leinwand adaptiert.

## Ausgaben
- My Dog Tulip. Secker & Warburg, London 1956. (Erstausgabe)
- My Dog Tulip. Poseidon Press, New York 1987.
- My Dog Tulip. Mit einer Einleitung von Elizabeth Marshall Thomas. NYRB Classics, New York 2011, ISBN 9781590174142.

## Sekundärliteratur
- Joan Acocella: A Dog's Life: How A Writer Discovered his Greatest Subject. In: The New Yorker vom 7. Februar 2011.
- Karla Armbruster: Into the Wild: Response, Respect, and the Human Control of Canine Sexuality and Reproduction. In: Journal of Advanced Composition 30, 2010, S. 755–783.
- Elizabeth Hawes: Who Wears the Leash?. In: The New York Times Book Review, 8. Februar 1987.
- Susan McHugh: Marrying My Bitch: J. R. Ackerley's Pack Sexualities. In: Critical Inquiry 27:1, 2000, S. 21–41.
- Cathleen Schine: The Ideal Friend. In: The New York Review of Books vom 30. September 2011.